# Бојс-Кодова нормална форма
Бојс-Кодова нормална форма (или BCNF) је нормална форма која се користи у нормализацији базе података. Представља благо појачану верзију треће нормалне форме (3NF). Релација је у Бојс-Кодовој нормалној форми ако и само ако, за сваку од њених нетривијалних функционалних зависности X → Y, X представља суперкључ, то јест, X је или кандидат за кључ или сам суперкључ.